# Славата, Яхим Ольдржих
Яхим Ольдржих Славата из Хлума и Кошумберка (чеш. Jáchym Oldřich Slavata z Chlumu a Košumberka; 1605, Йиндржихув-Градец, Чешское королевство — 4 мая 1645, Брукк-ан-дер-Мур, Штирия) — чешский аристократ и крупный землевладелец из рода Слават, сын Вилема Славаты.

## Биография
Яхим Ольдржих Славата родился в 1605 году и стал вторым сыном в семье Вилема Славаты и Луции Отилии из Градца. Он окончил иезуитский коллегиум в Йиндржихув-Градце, позже уехал в Вену и всю оставшуюся жизнь прожил при императорском дворе, занимая должность коморника (камергера) при императоре Фердинанде II, а с 1626 года при его наследнике того же имени. В 1635 году Славата был назначен членом чешского Верховного суда, но свои обязанности практически не выполнял из-за отсутствия в Праге. Он умер в 1645 году, при жизни отца.
После смерти матери в 1632 году Яхим Ольдржих получил часть её обширных владений в качестве фидеикомисса. Его старший брат Адам Павел умер позже бездетным, так что все земли Луции Отилии перешли к сыну Яхима Ольдржиха Фердинанду Вилему.
Семья
Яхим Ольдржих Славата был женат на Марии Франциске фон Меггау (1609—1676), дочери графа Леонарда Хельфрида фон Меггау и его жены Сусанны Куэн и Беласи. Из детей, родившихся в этом браке, семеро дожили до взрослых лет. Это были:
- Мария Барбара, жена Кристофа Филиппа фон Лихтенштейн-Гастелькорна;
- Фердинанд Вилем (1630—1673)[7];
- Катерина Терезия (1634—1673), жена Иоганна Арноста фон Фюнфкирхена;
- Анна Луция (1637—1703), жена Адольфа Вратислава из Штернберка;
- Ян Йиржи Яхим (1638—1689)[8];
- Франтишек Леопольд Вилем (1639—1691);
- Ян Карел Яхим (1641—1712).

Ни один из четырёх сыновей Яхима Ольдржиха не оставил потомства мужского пола, так что после смерти последнего из них в 1712 году род Слават из Хлума и Кошумберка угас.